# 鯊皮寶螺
鯊皮寶螺（学名：Cypraea staphylaea）为寶螺科寶螺屬下的一个种。